# نخست‌وزیر کره جنوبی
نخست‌وزیر کره جنوبی (به انگلیسی: The prime minister of the Republic of Korea) دومین مقام عالی سیاسی و قائم مقام دولت کره جنوبی است که توسط رئیس‌جمهور کره جنوبی با تصویب مجلس ملی کره جنوبی منصوب می‌شود. صاحب مقام ملزم به عضویت در مجلس ملی نیست.